# Associação Erechim de Futsal
A Associação Erechim de Futsal, anteriormente conhecida como Associação Atlética Alegreti, foi um clube esportivo de futsal, localizado em Erechim, Rio Grande do Sul.

## Sobre
Fundado em 1997 sob o nome de Associação Atlética Alegreti, disputou em seu primeiro ano de fundação a Série Bronze do Campeonato Gaúcho de Futsal, equivalente à terceira divisão, encerrando na segunda posição ao ser derrotada na final pela Associação Atlética Banco do Brasil, de Pelotas. Com isso, recebeu o direito de disputar a Série Prata do Campeonato Gaúcho de Futsal de 1999, onde foi novamente vice-campeã ao ser derrotada pelo Esporte Clube Santa Rosa, de Santa Rosa, por 7-3. Apesar de garantir o direito da disputa do 2000, a Associação Erechim encerrou as suas atividades neste ano e a vaga acabou sendo repassada ao Clube Esportivo e Recreativo Atlântico, também da cidade de Erechim.
A equipe de futsal feminino seguiu ativa até o ano de 2002, disputando quatro edições do Campeonato Gaúcho de Futsal Feminino.

## Campanhas de destaque
- Campeonato Gaúcho de Futsal - Série Prata: 2º lugar (1999)
- Campeonato Gaúcho de Futsal - Série Bronze: 2º lugar (1998)